# Холодный пот (фильм, 1970)
«Холодный пот» (фр. De la part des copains, в американском прокате шёл под названием англ. Cold Sweat) — художественный фильм режиссёра Теренса Янга.

## Сюжет
Джо Мартен, тихий американец, ведёт спокойную жизнь на юге Франции, сдавая туристам в аренду лодки. Он счастлив в браке и имеет двенадцатилетнюю дочь Мишель. Но у Джо есть преступное прошлое, которое внезапно напоминает о себе. Бывшие сообщники Мартена предлагают ему сделку, в которой на кону оказывается жизнь его близких.

## В ролях
- Чарльз Бронсон — Джо Мартен
- Джеймс Мэйсон — капитан Росс
- Лив Ульман — Фабьен Мартен
- Мишель Константен — Вермон (Уайти)
- Джилл Айрленд — Мойра
- Жан Топарт — Катанга
- Луиджи Пистилли — Фаусто Джеларди
- Янник Делул — Мишель Мартин
- Пол Бонифас — доктор
- Сабина Сан — медсестра
- Роджер Майлс — игрок в покер
- Натали Варалло — Вайолет
- Ремо Москони — Мариус
- Доминик Кросланд — лидер скаутов
- Янник Дехет
- Габриэле Ферзетти
- Боб Ингарао — рыбак